# Богаєвський Петро Михайлович
Петро Михайлович Богаєвський (нар. 23 січня 1866, Москва — 1 лютого 1929) — правознавець, доктор права (з 1914), професор (з 1906).
Після закінчення у 1891 році юридичного факультету Московського університету він був залишений у ньому професорським стипендіатом. Стажувався в університетах Берліна, Мюнхена, Гейдельберга, Парижа (1898—1901).
Після здачі магістерського іспиту перебував у науковому відрядженні в Женеві (Швейцарія), де вивчав архіви Міжнародного Червоного Хреста (1901—1903).
Працював у Томському університеті приват-доцентом (з квітня 1904 року), виконуючим обов'язки екстраординарного професора кафедри державного права (з березня 1906 року). Протягом 1907—1908 років був на посаді приват-доцента кафедри міжнародного права Московського університету. У вересні 1908 року повернувся до Томського університету.
У жовтні 1912 року його запросили до Київського університету на посаду екстраординарного професора кафедри міжнародного права. Був секретарем юридичного факультету, ординарний професор (з 1914).
Після встановлення радянської влади емігрував у 1920 році до Болгарії. Був на посаді професора кафедри міждержавного і міжнародного приватного права Софійського університету.
Автор праць з міжнародного права. Один із засновників у 1918 році Інституту східних мов у Києві, перетвореного на Український державний Близькосхідний інститут, орієнтованого на підготовку дипломатичних кадрів.